# Jaroslav Blažek (filmař)
Jaroslav Blažek (3. srpna 1896 Praha – 9. srpna 1976 tamtéž) byl český kameraman.

## Život
V roce 1915 sloužil zkoušku způsobilosti a začal pracovat jako promítač v kině. Během první světové války byl přidělen do vojenské filmové laboratoře ve Vídni jako filmový laborant, po válce pracoval na stejné pozici v Pojafilmu, rovněž točil reportážní a dokumentární filmy. Od roku 1919 natáčel i hrané filmy. Jeho dílo je charakteristické novým způsobem osvětlení a výtvarnou krásou jeho fotografií. V roce 1938 zaujal na filmovém festivalu v Benátkách Fričův film Hordubalové a Jaroslav Blažek tak mohl natočit čtyři filmy pro římskou výrobku Astra-Film. V letech 1942–1945 pracoval zejména v oddělení na výrobu krátkých kulturních filmů v německém Prag-filmu. V 50. letech tvořil krátké populárně vědecké, dokumentární, instrukční a reklamní filmy. V roce 1968 obdržel vyznamenání Za zásluhy o výstavbu.

## Dílo
- 1919 Láska je utrpením
- 1920 Jindra
- 1922 Tulákovo srdce'
- 1923 Likérová princeznička'
  - Madame Golvery
- 1926 Vyznávači slunce
  - Dar svatební noci
- 1927 Batalion
- 1928 Pražské děti
- 1929 Varhaník u svatého Víta
- 1931 Osada mladých snů
  - Loupežník
- 1932 Obrácení Ferdyše Pištory
  - Právo na hřích
- 1933 Život teče dalje
  - Sedmá velmoc
  - Na sluneční straně
- 1934 Marijka nevěrnice
  - Exekutor v kabaretu
  - Za ranních červánků
  - U nás v Kocourkově
  - Poslední muž
  - Na Svatém Kopečku
- 1935 Na růžích ustláno
  - Jana
  - A život jde dál
- 1936 Trhani
  - Děti velké lásky
- 1937 Vzdušné torpédo 48
- 1938 Hordubalové
  - Její pastorkyně
- 1940 Druhá směna
- 1941 Pantáta Bezoušek
- 1943 Barbora Hlavsová

## Herecká filmografie
- 1964 Obžalovaný
- 1965 Místenka bez návratu
- 1970 Přehlídce velím já
- 1971 Klíč
  - Hry lásky šálivé
  - Petrolejové lampy